# 勒马镇
勒马镇，是中华人民共和国河南省商丘市睢阳区下辖的一个乡镇级行政单位。
1949年置勒马区。1958年置勒马人民公社。1961年复置勒马区。1965年复废区、留公社。1983年社改乡。2024年7月撤乡设镇。

## 行政区划
勒马镇下辖以下地区：
勒马南街村、勒马东街村、勒马北街村、袁楼村、何太庄村、朱家庄村、吴其营村、宋小桥村、西杨庄村、尤庄村、赵几楼村、朱关村、闫庄村、开荒村、孔庄村、王油坊村、焦庄村、李桥村、宋瓦房村、林堂村、刘汗珠村、刘二方楼村、西曹庄村和陈老家村。